# 2MS
2MS je hudební uskupení tvořené dvěma pelhřimovskými umělci, a to Jakubem Markem a Hanou Kumžákovou (dívčím příjmením Minářů). Vzniklo v roce 2010. Během roku 2013 se účastnili hudebního festivalu Porta. Následující rok vydali své první CD nazvané Demo, jehož křest se konal 28. března 2014 v pelhřimovské čajovně Utopia. Dále se uskupení účastnilo též hlasování posluchačů v hitparádě Rozjezd. Vedle toho vystupuje též na festivalech či na společenských akcích, a to jak v Pelhřimově, tak také v Praze. Během roku 2015 skupina vydala píseň „Mazací“ věnovanou mazací tramvaji, která jezdí v Praze a na koleje nanáší vrstvu speciálního maziva, jež snižuje opotřebení kolejnic a hlučnost následně projíždějících tramvají.